# Johann Georg Doertenbach

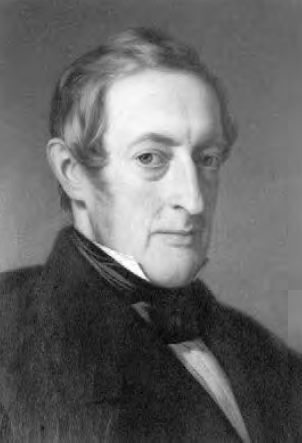
Johann Georg Doertenbach

Johann Georg Doertenbach (* 8. Juni 1795 in Calw; † 8. September 1870 ebenda) war ein württembergischer Unternehmer und Politiker. Er war Mitglied des Württembergischen Landtags und der Frankfurter Nationalversammlung.

## Herkunft
Johann Georg Doertenbach entstammte einer über viele Generationen in der Calwer Zeughandlungskompagnie erfolgreichen Unternehmerfamilie, darunter sein Ur-Ur-Großvater Mose Doertenbach. Johann Georg Doertenbach war der Sohn des Handelsherrn und Compagnie-Verwandten Christoph Martin Doertenbach (1751–1827) und dessen dritter Ehefrau Christiane Dorothee Doertenbach geb. Zahn, verwitwete Wagner (1763–1803).

## Leben
Johann Georg Doertenbach betätigte sich als Unternehmer und als Politiker und war an der Gründung und dem Aufbau zahlreicher Unternehmen beteiligt. Darunter waren das Bankhaus Doertenbach in Stuttgart, die Maschinenfabrik Esslingen, Doertenbach und Schauber, ein Vorgängerunternehmen der Calwer Decken- und Tuchfabriken AG, die Holzhandlung Stälin und Co., die sich später zu Mohr und Federhaff in Mannheim weiterentwickelte, und P. Cavallo & Cie.
Johann Georg Doertenbach war von 1829 bis 1856 Nachfolger seines Onkels und Schwiegervaters Christian Jakob Zahn als Abgeordneter der Zweiten Kammer im württembergischen Landtag für das Oberamt Calw und 1867 bis 1870 Vorsitzender der Handels- und Gewerbekammer Calw, die er 1865 gegründet hatte.
Aus der 1821 mit seiner Cousine Eugenie Luise Zahn geschossenen Ehe gingen neun Kinder hervor, darunter die Tochter Luise Friederike (1827–1900). Sie heiratete den Calwer Kaufmann Christoph Ludwig Friedrich Federhaff. 1848/49 war Doertenbach Mitglied der Frankfurter Nationalversammlung. Sein Sohn Georg Martin Doertenbach war von 1868 bis 1870 Mitglied des Zollparlaments.
Doertenbach setzte sich für den Aufbau einer gewerblichen Fortbildungsschule in Calw ein und trieb den Eisenbahnbau insbesondere für die Württembergische Schwarzwaldbahn sowie den Ausbau der Straße zwischen Calw und Pforzheim voran. Seine zahlreichen Stiftungen, etwa für das Krankenhaus und die Stadtkirche in Calw, dankten ihm seine Mitbürger mit einem Ehrenpokal, der sich heute im Palais Vischer befindet. Nach Johann Georg Doertenbach ist die Johann-Georg-Doertenbach-Schule in Calw benannt.